# Midden-Duits voetbalkampioenschap 1926/27
In 1926/27 werd het 25ste voetbalkampioenschap gespeeld dat georganiseerd werd door de Midden-Duitse voetbalbond. VfB Leipzig werd kampioen en Chemnitzer BC vicekampioen. Beide clubs plaatsten zich zo voor de eindronde om de Duitse landstitel. Chemnitz verloor in de eerste ronde van 1. FC Nürnberg. Leipzig versloeg Breslauer FV 06 en werd dan uitgeschakeld door TSV 1860 München.

## Deelnemers aan de eindronde
| Club                              | Gekwalificeerd als              |
| --------------------------------- | ------------------------------- |
| FC Viktoria 1909 Stendal          | Kampioen van Altmark            |
| SC Köthen 1909                    | Kampioen van Anhalt             |
| FC Viktoria 1904 Güsten           | Kampioen van Elbe-Bode          |
| SV Vorwärts Falkenberg            | Kampioen van Elbe-Elster        |
| FC Viktoria 1913 Lauter           | Kampioen van Ertsgebergte       |
| SpVgg 1906 Falkenstein            | Kampioen van Göltzschtal        |
| FC Germania 1900 Halberstadt      | Kampioen van Harz               |
| VfB 07 Klötze                     | Kampioen van Jeetze             |
| VfB 1909 Eisleben                 | Kampioen van Kyffhäuser         |
| SuS 1898 Magdeburg                | Kampioen van Midden-Elbe        |
| Chemnitzer BC                     | Kampioen van Midden-Saksen      |
| VfL 1911 Bitterfeld               | Kampioen van Mulde              |
| Riesaer SV 03                     | Kampioen van Noord-Saksen       |
| SC Erfurt 1895                    | Kampioen van Noord-Thüringen    |
| VfB Leipzig                       | Kampioen van Noordwest-Saksen   |
| VfB 1912 Geyer                    | Kampioen van Opper-Ertsgebergte |
| Zittauer BC                       | Kampioen van Opper-Lausitz      |
| FC Wacker 1910 Gera               | Kampioen van Osterland          |
| Dresdner SC                       | Kampioen van Oost-Saksen        |
| 1. SV Jena                        | Kampioen van Oost-Thüringen     |
| Sportfreunde Halle                | Kampioen van Saale              |
| Weißenfelser FV Schwarz-Gelb 1903 | Kampioen van Saale-Elster       |
| SuBC Plauen                       | Kampioen van Vogtland           |
| FC Preußen 1909 Langensalza       | Kampioen van Wartburg           |
| SVgg 1907 Meerane                 | Kampioen van West-Saksen        |
| FC 1905 Zella-Mehlis              | Kampioen van West-Thüringen     |
| SC 06 Oberlind                    | Kampioen van Zuid-Thüringen     |

## Eindronde

### Voorronde
| Team 1                            | Uitslag       | Team 2                      |
| --------------------------------- | ------------- | --------------------------- |
| Chemnitzer BC                     | niet gespeeld | FC Wacker 1910 Gera         |
| Dresdner SC 1898                  | 10:0          | FC Viktoria 1913 Lauter     |
| Germania Halberstadt              | 2:4           | FC Viktoria 1909 Stendal    |
| Riesaer SV 03                     | 4:0           | Zittauer BC                 |
| Weißenfelser FV Schwarz-Gelb 1903 | 4:2           | VfB 1909 Eisleben           |
| SC Köthen 1909                    | 1:2           | SC Erfurt 1895              |
| SC Oberlind 06                    | 4:2           | FC Preußen 1909 Langensalza |
| FV Sportfreunde Halle             | 4:0           | FC 1905 Zella-Mehlis        |
| SpVgg 1906 Falkenstein            | 5:1           | 1. SV 03 Jena               |
| SVgg Meerane 07                   | 10:0          | FC Viktoria 1904 Güsten     |
| SuBC Plauen                       | 4:0           | VfB 1912 Geyer              |
| SuS 1898 Magdeburg                | 11:0          | VfB 1907 Klöte              |
| VfL 1911 Bitterfeld               | 7:3           | SV Vorwärts Falkenburg      |

### Eerste ronde
| Team 1                            | Uitslag  | Team 2                |
| --------------------------------- | -------- | --------------------- |
| Erfurter SC 1895                  | 1:2      | SC Oberlind 06        |
| Weißenfelser FV Schwarz-Gelb 1903 | 2:0      | SuS 1898 Magdenburg   |
| VfL 1911 Bitterfeld               | 3:2      | Riesaer SV 03         |
| Viktoria 09 Stendal               | 3:7      | FV Sportfreunde Halle |
| FC Wacker 1910 Gera               | 1:0 n.v. | SpVgg Falkenstein     |

### Tweede ronde
| Team 1         | Uitslag | Team 2                            |
| -------------- | ------- | --------------------------------- |
| Chemnitzer BC  | 6:0     | Weißenfelser FV Schwarz-Gelb 1903 |
| Dresdner SC    | 2:0     | VfL 1911 Bitterfeld               |
| SC Oberlind 06 | 6:3     | FV Sportfreunde Halle             |
| SuBC Plauen    | 4:2     | SVgg Meerane                      |
| Dresdner SC    | 2:0     | FC Wacker Gera                    |

### Derde ronde
| Team 1      | Uitslag | Team 2      |
| ----------- | ------- | ----------- |
| VfB Leipzig | 3:2     | SuBC Plauen |

### Halve Finale
| Team 1      | Uitslag | Team 2         |
| ----------- | ------- | -------------- |
| VfB Leipzig | 5:1     | SC Oberlind 06 |
| Dresdner SC | 2:3     | Chemnitzer BC  |

### Finale
| Team 1      | Uitslag | Team 2        |
| ----------- | ------- | ------------- |
| VfB Leipzig | 4:0     | Chemnitzer BC |